# Hygstetterhof
Der Hygstetterhof ist eine Einöde auf dem Gebiet der Stadt Gundelfingen an der Donau im Landkreis Dillingen an der Donau in Bayern. Der Hof liegt am rechten Donauufer auf der Niederterrassenebene des Donaurieds.

## Geschichte
Der Ort wird erstmals 1269/71 als Hüttstetten überliefert. Der Name bezeichnet eine Stelle, an der eine Hütte, entweder ein landwirtschaftliches Gebäude oder ein Bau zur Eisenverhüttung, steht. Der Hof kam um 1434 vom Kloster Echenbrunn an das Heilig-Geist-Spital in Augsburg. Im Jahr 1438 kam er wieder zurück an das Kloster. Im Lauf der folgenden Jahrhunderte fanden viele Besitzwechsel statt. 